# Union nationale ukrainienne

Brigade d'agitation de l'UNU, février 1939.

 (mai 2023).
L'Union nationale ukrainienne (ukrainien : Українське національне об’єднання) est un parti politique d'Ukrainiens carpathiques actif sur le territoire autonome de l'Ukraine subcarpathique (ou Ruthénie carpathique), territoire de la Tchécoslovaquie ayant proclamé par la suite le 15 mars 1939 son indépendance et ayant cessé d'exister le lendemain sous le coup de l'invasion de l'armée hongroise.

## Histoire
Les réunions de la future organisation commencent à se tenir à la fin de 1938 et elle est formée le 18 janvier 1939 à Khoust lors d'une réunion de représentants de tous les groupes politiques ukrainiens (à l'exception des communistes). Ses membres sont issus des partis ukrainiens récemment dissous par décret du gouvernement tchécoslovaque du 23 décembre 1938; ce sont le Parti ruthène des producteurs de céréales, le Parti paysan populaire ukrainien, le Parti agraire, le Parti travailliste social-démocrate de Ruthénie, et des groupes de jeunes nationalistes qui fusionnent donc pour former l'UNU. Le parti est appuyé par le Deusche Partei de Tchécoslovaquie, émanation du NSDAP en Tchécoslovaquie. Il lui fournit d'ailleurs un député, Anton Ernst Oldofredi, qui sera élu sur la liste UNU.

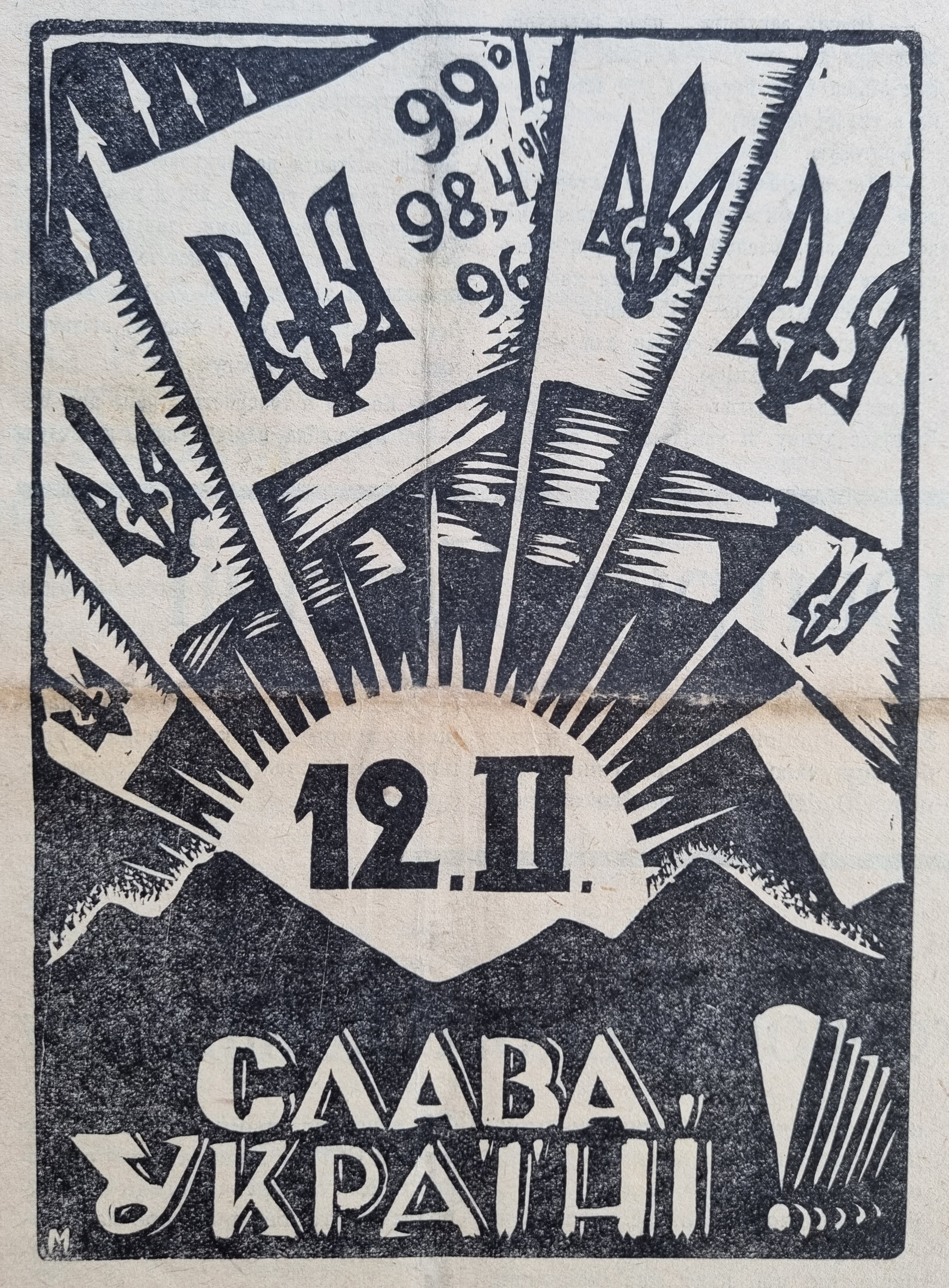
Affiche de l'Union nationale ukrainienne après les élections victorieuses du 12 février 1939.

L'Union nationale ukrainienne est dirigée par Fiodor Revaï. Son organe de presse est le quotidien Nouvelle Liberté («Нова свобода») dont le rédacteur-en-chef est Vassili Grendja-Donsky. Le président d'honneur du parti est le prêtre Augustin Volochine. Le secrétariat se trouve dans la ville de Khoust.
Ce parti se présente seul en février 1939 pour les législatives de l'Ukraine subcarpathique en une liste unique de trente-deux candidats (dont Volochine) qui sont tous élus députés, le parti ayant remporté 92,4% des voix. Le parti est qualifié de « profasciste » par les historiens.
Lorsque quelques jours plus tard, en mars, l'armée hongroise du Royaume de Hongrie de l'amiral Horthy occupe l'Ukraine carpathique, le parti est aussitôt dissous.